# Anaxipha fragilis
Anaxipha fragilis is een rechtvleugelig insect uit de familie krekels (Gryllidae). De wetenschappelijke naam van deze soort is voor het eerst geldig gepubliceerd in 1924 door Hebard.